# Parc Lujiazui
Le parc Lujiazui (chinois simplifié : 陆家嘴中心绿地 ; chinois traditionnel : 陸家嘴中心綠地 ; pinyin : Lùjiāzuǐ zhōngxīn lǜdì), littéralement espace vert central de Lujiazui, est un parc situé dans la zone centrale de Lujiazui, dans le district de Pudong, à Shanghai, en Chine. L'adresse est le n ° 15, Lujiazui East Road. Le parc couvre une superficie totale de 10 hectares . En raison de son emplacement central dans le quartier financier, l'espace vert est entouré de grands bâtiments de tous les côtés. À l'ouest se trouvent notamment la Shanghai Bank of China Tower, la Bank of Communications Financial Tower, le Bank of Shanghai Headquarters ; à l'est se trouvent entre autres la Hang Seng Bank Tower, la World Financial Tower ; au sud se trouvent le Shanghai World Financial Center et la tour Jin Mao ; au nord se trouvent One Lujiazui et China Merchants Bank Shanghai Building. Cet espace central d'une zone très dense en a fait une attraction qui attire de nombreux visiteurs. Les heures d'ouverture vont de 8 h à 22 h. 
Un total de 800 millions de yuans a été investi pour créer ce parc. Plus de 3 500 foyers ont dû être réinstallés et relocalisés. Il a  ouvert le 1er juillet 1997 . 

## Détails du parc
Le parc Lujiazui est vallonné avec un lac artificiel et des zones de verdure. Du centre du lac jaillit une fontaine dont le jet  s'élève à 80 m. Une fontaine auxiliaire circulaire à double couche la seconde. Une plate-forme et un grand auvent blanc bordent le lac. Les chemins du parc forment le motif du magnolia blanc de Shanghai. Le long de la Lujiazui East Road se situe l'ancienne résidence de Chen Guichun. Le bâtiment historique est maintenant dédié au grand peintre chinois Wu Changshuo. 

## Transports
- Métro Ligne 2, Station Lujiazui
- Bus : 82, 81, 01, 795, 85
- Bus : ligne du tunnel 2, 4, 6 (隧道三线、四线、六线)

## Référence
1. 1 2  浦东景点 - 陆家嘴 的存檔，存档日期2014-02-28.
 上海市旅游局.
2. 1 2  陆家嘴中心绿地 (zh) « 陆家嘴中心绿地 » [« Parc Lujiazui »], 20131014005544 (archivé sur Internet Archive) 陆家嘴地产.